# 1905 w filmie
Wydarzenia filmowe w 1905 roku.

## Wydarzenia
- 1 kwietnia – Edmond Benoit-Lévy wydał w Paryżu pierwszy numer czasopisma filmowego "Phono-Gazette".
- 19 czerwca – w Pittsburghu (USA) otwarto pierwszy "Nickelodeon" (pokaz filmowy kosztował 5 centów).

## Premiery

### Zagraniczne
| Data        | Tytuł filmu       | Kraj  | Reżyseria        | Obsada                                  |
| ----------- | ----------------- | ----- | ---------------- | --------------------------------------- |
| 16 września | La presa di Roma  |       | Filoteo Alberini | Carlo Rosaspina, Ubaldo Maria Del Colle |
|             | Zdobycie góry Jun | Chiny | Ren Jingfeng     | Tan Xinpei                              |

## Urodzili się
- 3 stycznia – Anna May Wong, aktorka (zm. 1961)
- 12 stycznia – Tex Ritter, aktor, piosenkarz (zm. 1974)
- 27 lutego – Franchot Tone, aktor  (zm. 1968)
- 18 marca – Robert Donat, aktor (zm. 1958)
- 23 marca – Joan Crawford, aktorka (zm. 1977)
- 1 maja – Leila Hyams, aktorka (zm. 1977)
- 15 maja – Joseph Cotten, aktor (zm. 1994)
- 16 maja – Henry Fonda, aktor (zm. 1982)
- 18 maja – Władysław Hańcza, polski aktor (zm. 1977)
- 19 czerwca – Mildred Natwick, aktorka (zm. 1994)
- 20 czerwca – Lillian Hellman, scenarzystka (zm. 1984)
- 29 lipca – Clara Bow, aktorka (zm. 1965)
- 2 sierpnia – Myrna Loy, aktorka (zm. 1993)
- 18 września – Greta Garbo, aktorka (zm. 1990)
- 5 listopada – Joel McCrea, aktor (zm. 1990)
- 5 grudnia – Otto Preminger, reżyser, producent (zm. 1986)
- 6 grudnia – Boris Wołczek, radziecki reżyser, operator filmowy (zm. 1974)
- 24 grudnia – Howard Hughes, reżyser, producent (zm. 1976)